# 波斯胡同
波斯胡同是中国上海市黄浦区的一条里弄，即福州路531弄。长不足70米，宽3米。
波斯胡同得名于清末民国时期居住于此的印度帕西人。他们在波斯胡同隔壁的福州路539号曾建有祆祠（Parsee Prayer Hall），俗称白头礼拜堂，1952年关闭，原建筑已于1995年拆除改建为黄浦区少年宫。
2017年9月19日，上海市人民政府将波斯胡同列入第二批风貌保护街坊名单，作为上海市历史文化风貌区范围扩大名单。